# آبا: به‌خاطر موسیقی سپاسگزارم، ادای احترامی با تمام ستارگان
آبا: به‌خاطر موسیقی سپاسگزارم، ادای احترامی با تمام ستارگان (انگلیسی: ABBA: Thank You for the Music, An All-Star Tribute) قرار بود یک ادای احترام ویژهٔ تلویزیونی آمریکایی-بریتانیایی به ابرگروه سوئدی موسیقی پاپ آبا باشد که در سال ۲۰۲۱ در ان‌بی‌سی و بی‌بی‌سی وان منتشر شود. پخش این ویژه‌برنامه بعداً لغو شد، زیرا تلاش‌ها به سمت تولید کنسرت اقامتی سفر آبا معطوف گردید. قرار بود اعضای این گروه به‌صورت آواتار دیجیتالی ترانهٔ جدید «هنوز به تو ایمان دارم» را اجرا کنند و سپس هنرمندان دیگری، برخی تک‌آهنگ‌های آبا همچون «ملکه رقصان»، «ماما میا»، «همه‌چیز به برنده تعلق دارد» و «شانست را با من امتحان کن» را دوباره‌خوانی کنند.